# روبن فوستر
روبن فوستر (بالإنجليزية: Reuben Foster)‏ هو لاعب كرة قدم أمريكية أمريكي، ولد في 4 أبريل 1994 في رونوك في الولايات المتحدة.

## وصلات خارجية
- روبن فوستر على موقع مرجع كرة القدم المحترفة.كوم (الإنجليزية)